# Mitterteich
Mitterteich é uma cidade da Alemanha localizado no distrito de Tirschenreuth, região administrativa de Oberpfalz, estado da Baviera.
A cidade de Mitterteich é membro e sede do Verwaltungsgemeinschaft de Mitterteich.